# Selbusjøen
Der Selbusjøen ist der größte See in der Provinz Trøndelag. Der größte Teil des Sees liegt in der Kommune Selbu, das Westende in der Kommune Trondheim. Er ist ein Teil des Flusssystems Nea-Nidelvvassdraget.

## Weblinks

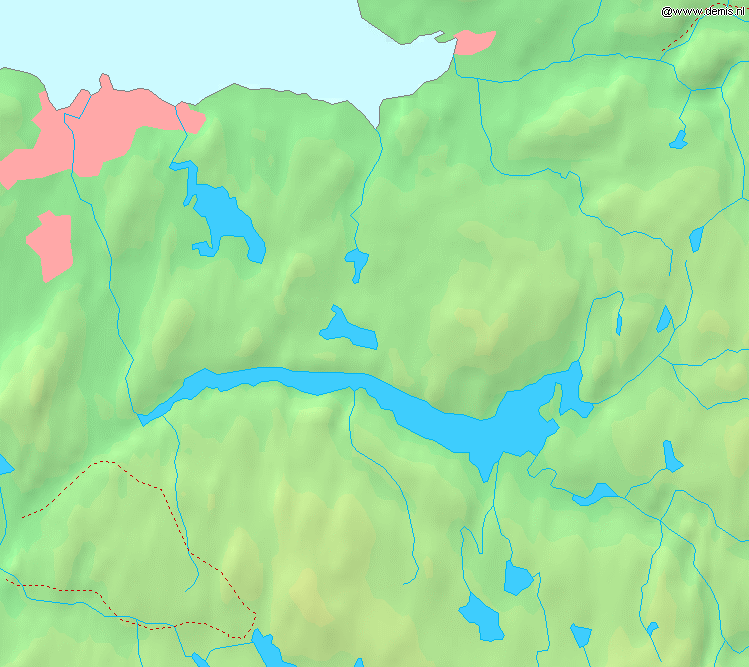
Selbusjøen bei Trondheim